# Tago
Tago, es un municipio filipino de segunda categoría, situado en la parte nordeste de la isla de Mindanao. Forma parte de la provincia de Surigao del Sur situada en la Región Administrativa de Caraga, también denominada Región XIII. Para las elecciones está encuadrado en el Primer Distrito Electoral.

## Geografía
Situado en el centro  de la provincia, 15 km al sur  de la ciudad de Tandag,  capital de la provincia.
Su término  linda al norte con el municipio de Tandag; al sur con el de Marihatag; al este con el mar de Filipinas y los municipios de Bayabas y de Caguáit; y al oeste con el municipio de San Miguel.

### Barrios
El municipio  de Tago se divide, a los efectos administrativos, en 24 barangayes o barrios, conforme a la siguiente relación:
| - Alba - Anahao Bag-o - Anahao Daán - Badong - Bajao - Bangsud | - Cabangahán - Cagdapao - Camagong - Caras-án - Cayale - Dayo-án | - Gamut - Jubang - Kinabigtasán - Layog - Lindoy - Mercedes | - Purísima (Población) - Sumo-sumo - Umbay - Unabán - Unidos - Victoria |

### Comunicaciones
Su Población se encuentra en la S00300, Carretera de Surigao a Dávao por la costa (Surigao-Davao Coastal Rd) entre las localidades de Tandag, al norte  y Bayabas, al este.
En el Cruce (Jct) situado en barrio de Gamut nace la Carretera S01347 a San Miguel  y a Bayugán, en Agusán del Sur.

## Historia
El actual territorio de la provincia de Surigao del Sur  fue parte de la provincia de Caraga durante la mayor parte de la Capitanía General de Filipinas (1520-1898).
Así, a principios del siglo XIX la isla de Mindanao se hallaba dividida en siete distritos o provincias.

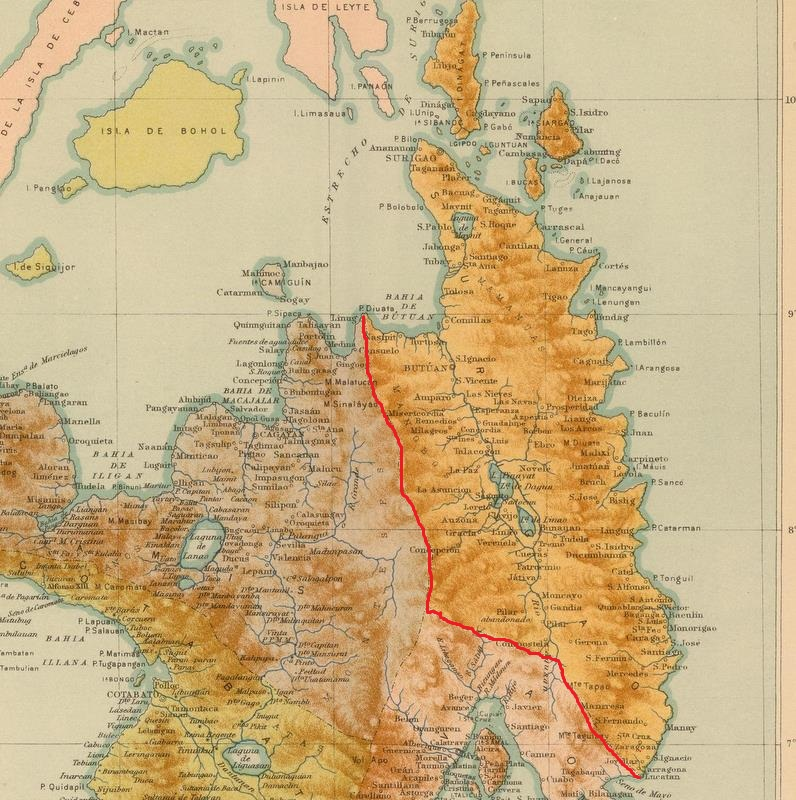
Provincia de Surigao en 1899.

El Distrito 3º de Surigao, llamado hasta 1858  provincia de Caraga, tenía por capital el pueblo de Surigao e incluía la  Comandancia de Butuan.
Uno de sus pueblos era Tándag que entonces contaba con  8.345, con las visitas de Tago, Tigao, Cortés, Caguáit, Alba, Colón y San Miguel;
Durante la ocupación estadounidense de Filipinas  fue creada la provincia de Surigao que contaba con  14  municipios, uno de los cuales era Tago.
En 1918, el barrio de Tago, dependiente de Tandag, obtiene la categoría de municipio.
El nuevo municipio contaba con 5 barrios: Población, Aras-asán, Bacólod, Bayabas y Bitaugán.
El 20 de enero de 1953 ve mermado su término cuando se independiza el bario de  Caguáit
El 18 de septiembre de 1960 la provincia de Surigao fue dividida en dos: Surigao del Norte y Surigao del Sur.